# Mazarópi
Gerardo Pereira de Matos Filho, más conocido como Mazarópi (Além Paraíba, Brasil, el 27 de enero de 1953) es un exportero de fútbol brasileño que ostenta el récord de imbatilidad mundial (1816 minutos) , que consiguió cuando jugaba en el Vasco Da Gama. Actualmente es un entrenador.

## Carrera
En su carrera como portero jugó en el Vasco Da Gama, donde logró el récord de imbatibilidad mundial durante los años 1977 y 1978.
También jugó en el Coritiba, en el Grêmio de Porto Alegre, en el Figueirense y en el Guarani Futebol Clube.
Mazarópi destacaba por su colocación y ha sido uno de los porteros más victoriosos de la historia del Grêmio de Porto Alegre, al lograr con ellos la Copa Libertadores.

## Palmarés

### Títulos nacionales
| Título              | Club          | País   | Año  |
| ------------------- | ------------- | ------ | ---- |
| Serie A             | Vasco da Gama | Brasil | 1974 |
| Copa de Brasil      | Grêmio        | Brasil | 1989 |
| Supercopa de Brasil | Grêmio        | Brasil | 1990 |

### Títulos internacionales
| Título                | Club   | Sede   | Año  |
| --------------------- | ------ | ------ | ---- |
| Copa Libertadores     | Grêmio | Brasil | 1983 |
| Copa Intercontinental | Grêmio | Japón  | 1983 |